# Oufentina

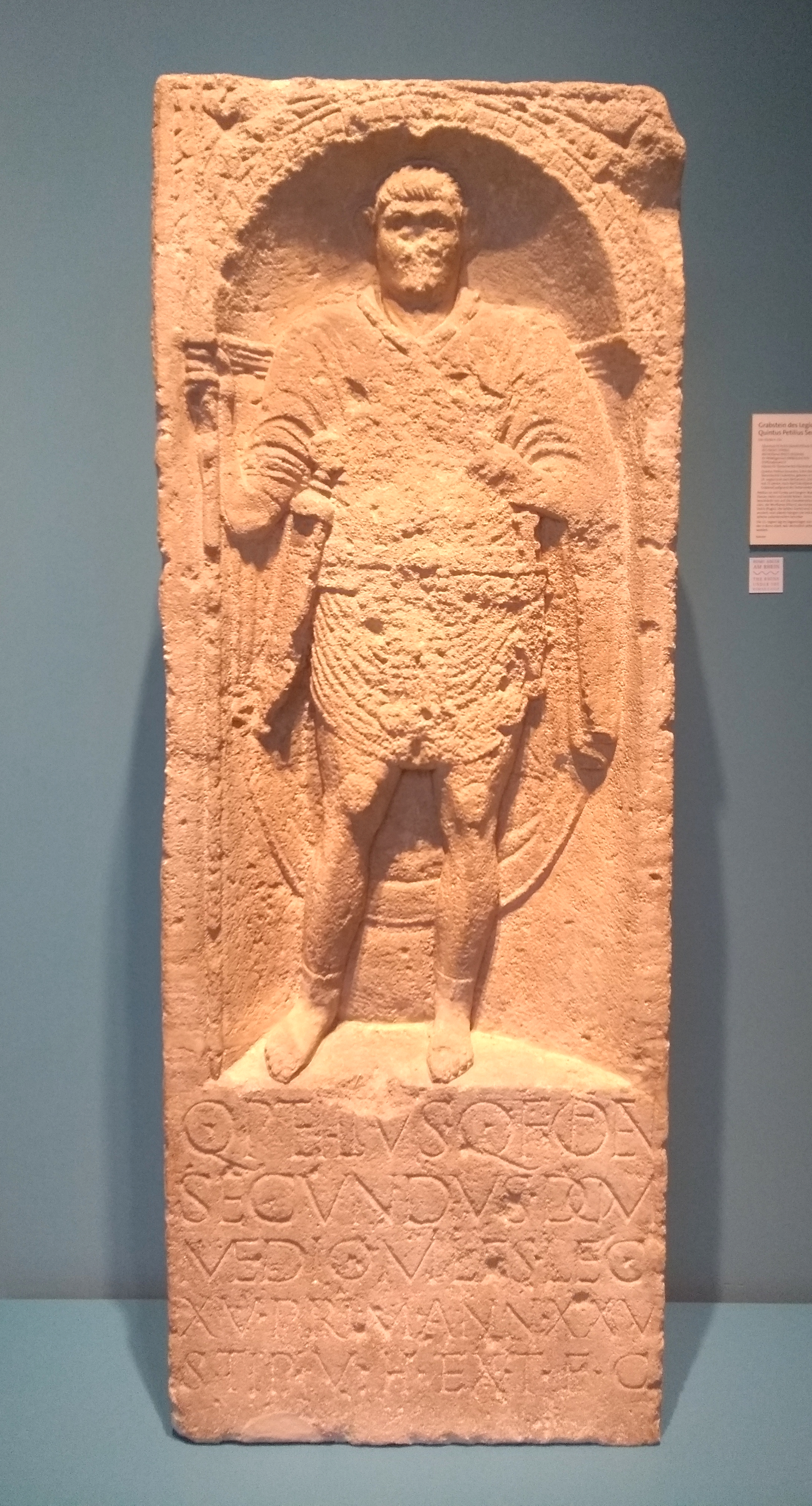
Inscripción del soldado Quintus Petilius Secundus de la Legio XV Primigenia procedente de Bonna (Bonn, Alemania), quien era natural de la ciudad noritálica de Mediolanum (Milán, Italia), adscrita a la tribu Oufentina.

La tribu Oufentina es una de las 35 tribus romanas, en las que se adscribía todo ciudadano romano para poder ejercer su derecho de voto en los Comitia tributa o comicios por tribus. Tenía la consideración de tribu rústica, frente a las cuatro tribus urbanas.
Fue creada en el año 318 a. C. al incorporar al territorio de la República romana el valle del río Ufens, a lo largo de la vía Appia entre las localidades de Terracina y Priverno.
A partir de Augusto, con el establecimiento del Imperio, la vida de las asambleas romanas comenzó a languidecer, para dejar de ser convocadas bajo Tiberio, perdiendo sus atribuciones en favor del Senado, y siendo suprimidas por Trajano, aunque durante los tres primeros siglos del Imperio todos los ciudadanos romanos tenían que estar adscritos a una tribu.
La ciudad más importante adscrita a está tribu fue la Colonia Mediolanum (Milán, Italia), perteneciendo a ella también Aquinum, Privernum, Comum o Fabrateria Nova.